# Мауріціо Гаспаррі
Маурі́ціо Гаспаррі (італ. Maurizio Gasparri; нар. 18 липня 1956, Рим) — італійський політик, у 2008 році він був обраний членом Сенату.

## Життєпис
Він здобув освіту журналіста. Політичну діяльність Гаспаррі почав у Італійському соціальному русі, був редактором партійної газети Secolo d'Italia.
Наприкінці 80-х років він був одним з найближчих соратників Джанфранко Фіні, лідера Італійського соціального руху і Національного альянсу. З 1992 по 2008 рр. він був членом Палати депутатів.
У першому уряді Сільвіо Берлусконі він працював держсекретарем у Міністерстві внутрішніх справ (10 травня 1994 — 17 січня 1995). Після повернення правоцентристів до влади, він очолював Міністерство зв'язку (11 липня 2001 — 23 квітня 2005).